# Port lotniczy Orange Walk
Port lotniczy Orange Walk (ang. Orange Walk Airport) – jeden z belizeńskich portów lotniczych, zlokalizowany w miejscowości Orange Walk.